# Hmongština
Hmongština je nejrozšířenějším jazykem z jazykové rodiny hmong-mienských jazyků, kterým mluví jihočínský národ Hmongů. Má mnoho vzájemně srozumitelných nářečí. Jako spisovná forma jazyka se ale bere dialekt Ta-nan-šan.

## Rozšíření
Jazyk je rozšířen především v jižní Číně, na území provincií Sečuán, Jün-nan, Kuej-čou, Kuang-si a Chaj-nan. V menší míře je jazyk rozšířen také ve Vietnamu, Laosu, Myanmaru a Thajsku. Hmongská menšina je významně zastoupena také ve Spojených státech amerických (především ve státech Kalifornie, Minnesota, Wisconsin a Severní Karolína), většinou jde o Hmongy z Laosu. Celkově žije v USA téměř 300 000 Hmongů.

## Písmo
Existuje několik zápisů hmongštiny v latince. Ve 20. století ale vznikla i hmongská písma určená pro zápis hmongštiny, mezi nejvýznamnější a dodnes používané patří Pahawh Hmong a Nyiakeng Puachue Hmong.

## Příklady

### Číslovky
| Číslice | Hmongsky | Česky |
| 1/𖭑     | ib/𖬂𖬮𖬰    | jeden |
| 2/𖭒     | ob/𖬒𖬮𖬰    | dva   |
| 3/𖭓     | peb/𖬈𖬪𖬵   | tři   |
| 4/𖭔     | plaub/𖬄𖬟𖬵 | čtyři |
| 5/𖭕     | tsib/𖬂𖬝𖬰  | pět   |
| 6/𖭖     | rau/𖬅𖬰𖬡   | šest  |
| 7/𖭗     | xya/𖬗𖬰𖬧𖬰   | sedm  |
| 8/𖭘     | yim/𖬂𖬰𖬤   | osm   |
| 9/𖭙     | cuaj/𖬐𖬰𖬯  | devět |
| 10/𖭑𖭐   | kaub/𖬄𖬰   | deset |

## Vzorový text

### Všeobecná deklarace lidských práv
| hmongsky | Cuat lenx cuat dol bongb deul ndax dex douf muax zif youx, nyaob shout zunb yinx tab ndas dos id, dax zis ib suk. Nil buab daf lol jaox muax lid xinf hlub hout tab liangx xinb shab nzhuk, yinf gaib keuk suk gud dix mol lol nit jinb shenx lol shib daf shib hlad. |
| česky    | Všichni lidé se rodí svobodní a sobě rovní co do důstojnosti a práv. Jsou nadáni rozumem a svědomím a mají spolu jednat v duchu bratrství. |